# Аминево (Караидельский район)
Аминево (баш. Әмин) — деревня в Караидельском районе Республики Башкортостан Российской Федерации. Входит в состав Байкибашевского сельсовета.

## География

### Географическое положение
Расстояние до:
- районного центра (Караидель): 20 км,
- центра сельсовета (Байкибашево): 6 км,
- ближайшей ж/д станции (Щучье Озеро): 93 км.

## Население
| 2002 | 2009 | 2010 |
| ---- | ---- | ---- |
| 125  | ↘105 | ↘100 |

### Национальный состав
Согласно переписи 2002 года, преобладающая национальность — башкиры (74 %).